# Viviers (Yonne)
 Viviers  es una comuna y población de Francia, en la región de Borgoña, departamento de Yonne, en el distrito de Avallon y cantón de Tonnerre.
Está integrada en la Communauté de communes du Tonnerrois .

## Demografía
| 134 | 128 | 130 | 153 | 130 | 108 |
| Para los censos de 1962 a 1999 la población legal corresponde a la población sin duplicidades (Fuente: INSEE [Consultar]) |     |     |     |     |     |